# Сидоровка (посёлок, Набережные Челны)
Сидоровка (тат. Сидоровка) — посёлок в составе Комсомольского района города Набережные Челны, в юго-западной его части.
Отделён от основной части города Казанским проспектом (автодорога М7).

## История
Первое упоминание о поселении датируется 1653 годом. Согласно данным местных историков, первыми жителями Сидоровки скорее всего были переселенцы из Симбирской губернии. В XVII веке у Сидоровки было и другое название — Развилы (деревня располагалась на развилье дорог). В исторических документах Сидоровка (Развилы) описывается как деревня на реке Мелекесе и Кубатинке на развилке Симбирского и Казанского трактов. Расстояние от уездного города Мензелинска составляло 58 км, от Мысовых Челнов — 3 км. 133 двора, мужского населения — 427 человек, женского — 455. Жители занимаются земледелием и скотоводством. Пахотные угодья крестьян Сидоровки простирались до современной улицы Батенчука. До Октябрьской революции в Сидоровке жили удельные крестьяне.
Второй знаменательный период в истории Сидоровки приходится на 1960-е годы, когда началось её бурное развитие благодаря новому статусу пионерского посёлка строителей Нижнекамской ГЭС. В поселке начали строить двухэтажные дома для прибывающих строителей, клуб, детский сад, стадион, водозаборные артезианские скважины. С началом строительства КАМАЗа, вдоль берега Мелекески появились коттеджи, методом самостроя были возведены многоквартирные многоэтажки, были построены средняя школа, два техникума, профтехучилище, появились предприятия пищевой промышленности, началось возведение вокзала.

## Население
На 2005 год в Сидоровке насчитывалось около 400 жилых домов (из них 40 многоэтажных), в которых проживает около 13 тысяч человек (из них 1 тысяча человек в частном секторе).

## Объекты образования
В посёлке расположена татарско-русская средняя школа, 2 детских сада, 2 профессиональных лицея, профессиональное училище с филиалом, Камский автомеханический техникум, экономико-строительный колледж, филиалы казанских вузов — КФУ и КГТУ, ОАО «Учколлектор».

## Предприятия и организация
На территории посёлка работают большое количество предприятий: кондитерский завод, молокозавод, комбинат хлебопродуктов, есть цехи по изготовлению мебели, ремонтный, валяльный и другие, несколько ведущих городских организаций, в том числе газовая служба, ПТС, электрические сети «Татэнерго» и другие.

## Торговые объекты
В посёлке имеется несколько крупных продовольственных торговых баз: «Заречье», «Закамье», «Агат», «Татхозторг», автосалоны «Сапсан», «Престиж», «Авто-1».

## Транспорт

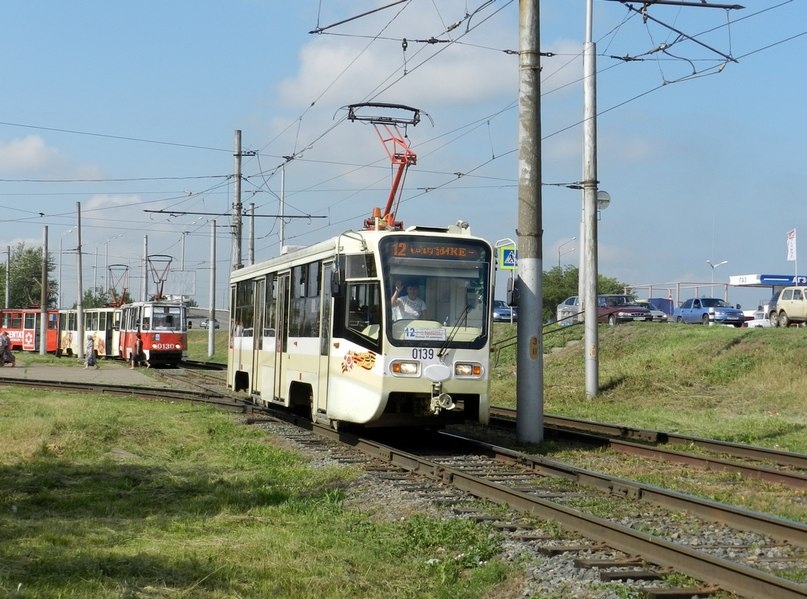
Трамваи на конечной станции в посёлке Сидоровка

Городской общественный транспорт в Сидоровке представлен автобусами, маршрутными такси и трамваями. В посёлке находится конечная трамвайная станция «Колледж имени Л. Б. Васильева» с диспетчерским пунктом и разворотным кольцом, а также три конечных автобусных остановки: «Автостанция», «Мясокомбинат» и «Молокзавод».
Помимо этого, в Сидоровке находится главная железнодорожная станция города Набережные Челны с железнодорожным вокзалом, а также автовокзал.